# Анемохорія

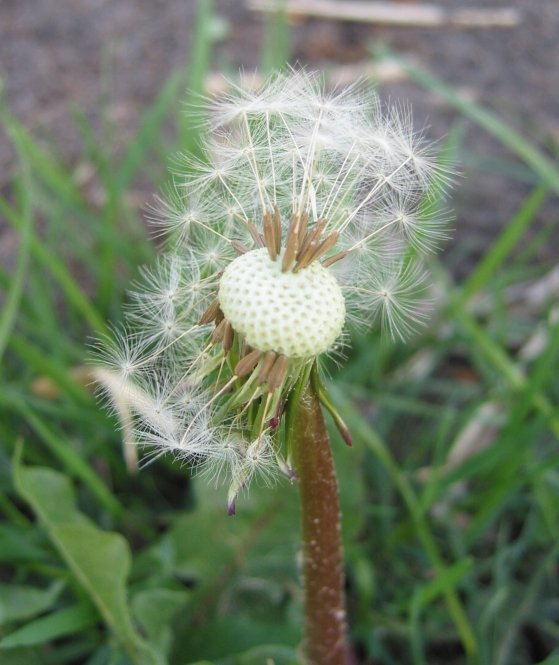
Кульбаба — приклад анемохора

Насіння кульбаби у повітрі

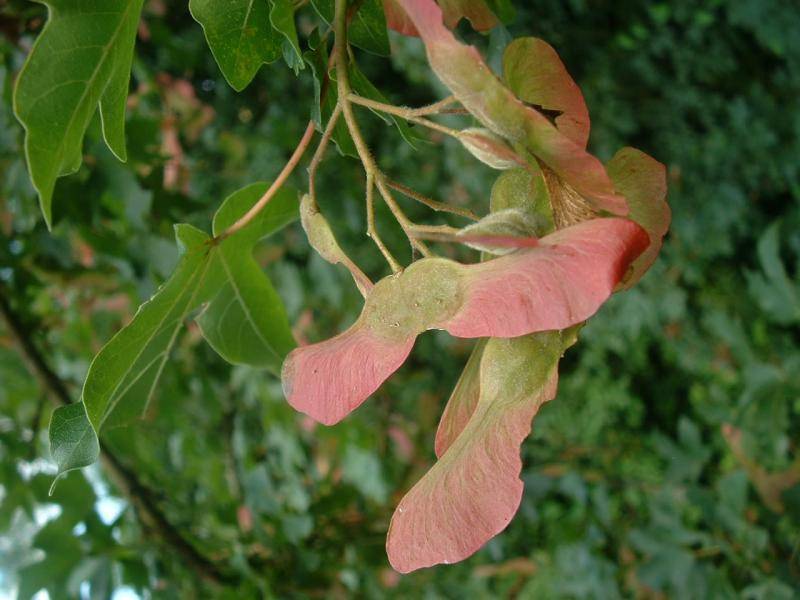
Плоди клена польового (Acer campestre) у повітрі

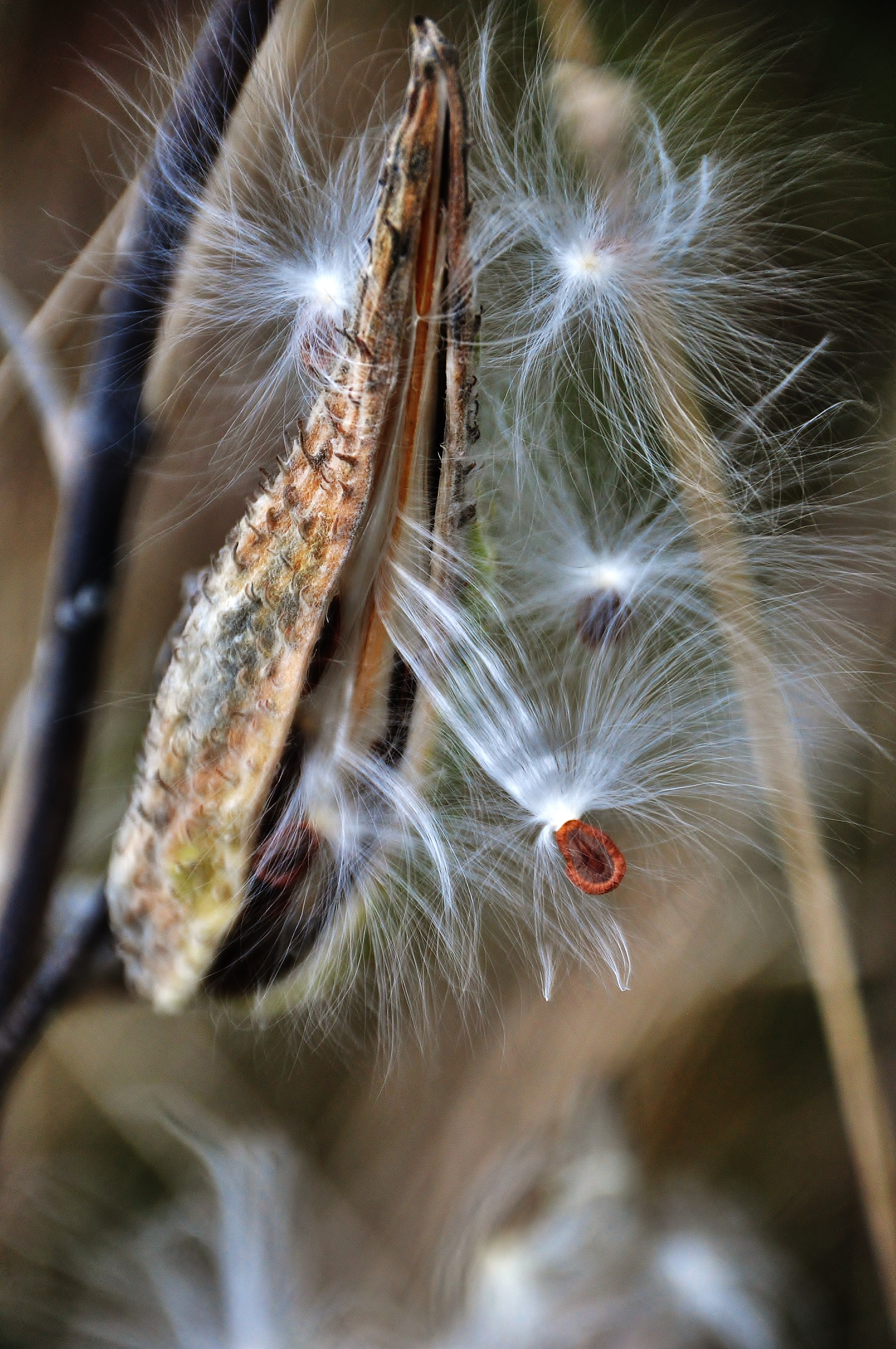
Насіння ваточника сирійського (Asclepias syriaca) в жовтні. Онтаріо, Канада

Анемохо́рія (грец. ανεμος — вітер, χωρεω — іду, рухаюсь) — розповсюдження діаспор (плодів, насіння, і спор та ін. зачатків рослин) повітряними течіями. У анемохорів насіння або дуже легке, або має різні вирости, що допомагають йому триматися у повітрі.

## Приклади рослин-анемохорів
- Кульбаба
- Фінік їстівний
- Клен польовий